# Niz ugljik-dušik-kisik
Niz ugljik – dušik – kisik ili CNO niz je jedan od dvije reakcije nuklearne fuzije, kojim zvijezde pretvaraju vodik u helij, a drugi je niz proton – proton. Razlika je kod CNO niza da je kod te nuklearne fuzije potreban katalizator. Teorija tvrdi da su to procesi koji prevladavaju kod zvijezda koji su veće barem 30 % od našeg Sunca. Razlika je u početnim temperaturama, tako za početak p-p niza treba temperatura od 4 000 000 K, dok za CNO niz treba za početak oko 13 000 000 K. Kod CNO niza izlazna energija puno brže raste s povećanjem temperature i kod temperature 17 000 000 K taj proces prevladava u većim zvijezdama od Sunca. Sunce ima temperaturu u jezgri oko 15 700 000 K i samo 1,7 % helija se dobije s CNO nizom.
Kod CNO niza, četiri protona (jezgre vodika) se spajaju, koristeći izotope ugljika, dušika i kisika, stvaraju alfa-čestice, dva pozitrona i dva neutrina. Pozitroni će odmah nestati reagirajući S elektronima, oslobađajuci energiju u obliku gama-čestica. Neutrina koji pobjegnu odmah, odnose i dio energije. Izotopi ugljika, dušika i kisika služe kao katalizatori za veliki broj procesa.

## CNO I niz
Glavna reakcija kod CNO niza je: 612C -> 713N -> 613C -> 714N -> 815O -> 715N -> 612C
612C + 11H -> 713N + y + 1,95 MeV
713N -> 613C + e+ + ve + 2,22 MeV
613C + 11H -> 714N + y + 7,54 MeV
714N + 11H -> 815O + y + 7,35 MeV
815O -> 715N + e+ + ve + 2,75 MeV
715N + 11H -> 612C + 24He + 4,96 MeV
gdje jezgra ugljika-12 koja se koristi u prvoj reakciji, obnavlja se u zadnjoj reakciji. 

## CNO II niz
To je jako mali put reakcije koji se dešava u Sunčevoj jezgri, samo oko 0,04 %, i konačna reakcija ne stvara ugljik-12 i alfa-čestice, već se stvara kisik-16 i foton: 715N -> 816O -> 817F -> 817O -> 714N -> 815O ->  715N
715N + 11H -> 816O + y + 12,13 MeV
816O + 11H -> 917F + y + 0,60 MeV
917F -> 817O + e+ + ve + 2,76 MeV
817O + 11H -> 714N + 24He + 1,19 MeV
714N + 11H -> 815O + y + 7,35 MeV
815O -> 715N + e+ + ve + 2,75 MeV
Kao što ugljik, dušik i kisik su uključeni u glavni put, ovdje se pojavljuje fluor, na sporednom putu i služi samo kao katalizator, ne skupljajući se u zvijezdi.

## OF niz
Ovaj put je značajan samo za masivne zvijezde. Reakcija počinje kada CNO II niz stvara: 817O -> 918F -> 818O -> 919F -> 816O -> 917F ->  817O
817O + 11H -> 918F + y + 5,61 MeV
918F -> 818O + e+ + ve + 1,656 MeV
818O + 11H -> 919F + y + 7,994 MeV
919F + 11H -> 816O + 24He + 8,114 MeV
816O + 11H -> 917F + y + 0,60 MeV
917F -> 817O + e+ + ve + 2,76 MeV
Treba primijetiti da svi ciklusi daju iste rezultate:
4 x 11H -> 24He + 2 x e+ + 2 x ve + 3 x y + 26,8 MeV

## Upotreba u astronomiji
Kod zvjezdane evolucije udio pojedinih jezgri ugljika, dušika i kisika se mijenja. Kada je ta vrsta nuklearne fuzije u ravnoteži, udio ugljika-12/ugljika-13 je 3,5, a dušik-14 postaje najzastupljeniji s obzirom na početne uvjete. Za vrijeme zvjezdane evolucije, konvektivno mješanje donosi material iz CNO niza prema površini, mjenjajući sastav zvijezde. Kod crvenog diva je primjećeno manji udio ugljika-12/ugljika-13 i ugljika-12/dušika -14 u odnosu na glavni niz zvijezda. Prisustvo ugljika, dušika i kisika je primjećeno u vanjskim dijelovima zvijezdi koje imaju do 150 masa Sunca. 